# Torre-Pacheco
Torre-Pacheco est une ville et municipalité d'Espagne, dans la communauté autonome de Murcie près de Murcie. Elle est située dans la plaine du Campo de Cartagena, à 8 km des plages de la Mar Menor. Cette municipalité a une surface de 189,4 km2 et accueille une population de 36.464 personnes.

## Géographie
La municipalité de Torre-Pacheco possède une zone protégée incluse dans le réseau Natura 2000, le Cabezo Gordo. Il s'agit d'une élévation de 312 mètres située au centre de la dépression côtière du Campo de Cartagena.
À Cabezo Gordo, dans un gouffre karstique appelé Sima de las Palomas, l'un des plus importants sites au monde de restes d'hommes de Néandertal a été découvert en 1991. Les restes fossiles d'au moins huit individus de Néandertal ont été trouvés sur ce site archéologique. Les vestiges ont été datés du Pléistocène supérieur, entre 150 000 et 30 000 ans. Une industrie lithique moustérienne a également été trouvée associée à ces restes néandertaliens.

## Administration
La commune est divisée autour du centre en villages, Roldán, Balsicas, El Jimenado, San Cayetano, Hoyamorena, et en hameaux, Hortichuela, El Albardinal, Santa Rosalía et Los Camachos,.

## Démographie
30,339 % des habitants sont étrangers : 5,21 % viennent d'un autre pays d'Europe, 16,23 % sont Africains, 4,67 % sont Américains et 2,218 % sont Asiatiques.

## Économie
L'agriculture intensive, technologiquement avancée grâce à l'arrivée du transfert d'eau Tage-Segura, est la principale activité économique de la municipalité, avec la présence d'importantes entreprises alimentaires comme la Navarraise Florette, et de nombreuses autres de secteurs dérivés comme la multinationale Syngenta.
61,2 % du territoire est utilisé pour des activités agricoles. Les aliments les plus cultivés sont les agrumes et le melon. 83,49 % des contrats enregistrés en 2019 ont été rédigés pour des travaux agricoles. 73,39 % des contrats de 2016 ont signés par des journaliers (moins ceux des jardins potagères, serres et jardins) et 11,37 % par des journaliers des jardins potagères, des serres et des jardins.

## Patrimoine
- Les moulins à vent traditionnels du Campo de Cartagena, utilisés pour moudre la farine, produire de l'huile ou extraire l'eau du sous-sol, sont très répandus dans toute la municipalité. La plupart de ces moulins ont été construits entre le 18e et le 19e siècle et sont tous actuellement protégés en tant que Bien d'intérêt culturel (B.I.C.), bien que la plupart d'entre eux soient dans un état de ruine en raison de leur désuétude[10]. Les moulins du Pasico, de Hortichuela et du Tío Pacorro ont été restaurés.
- L'église la Ermita[11]
- L'ancien Hôtel de Ville construit en 1866[12]
- le château de Ros[13].
- La Sima de las Palomas, site archéologique préhistorique.

## Sports

### Arrivées duTour d'Espagne
- 2007 :  Andreas Klier